# Харыялах (Горный улус)
Харыяла́х (якут. Харыйалаах) — село в Горном улусе Якутии России. Входит в состав Одунунского наслега.

## География
Село находится в центральной части Якутии, в местности, богатой озёрами. Среди них: Берг, Сайылык-Кюель, Аччыгый, Уэттях, на расстоянии 22 км от села Магарас, центра наслега, и 109 км от села Бердигестях, административного центра улуса.

## История
Согласно Закону Республики Саха (Якутия) от 30 ноября 2004 года N 173-З N 353-III село вошло в образованное муниципальное образование Одунунский наслег.

## Население
| 2002 | 2010 | 2021 |
| ---- | ---- | ---- |
| 7    | ↘6   | ↗9   |

## Улицы
В селе имеется одна улица: Автодорожная.

## Экономика
Развито животноводство (мясо-молочное скотоводство, мясное табунное коневодство).